# アリアン

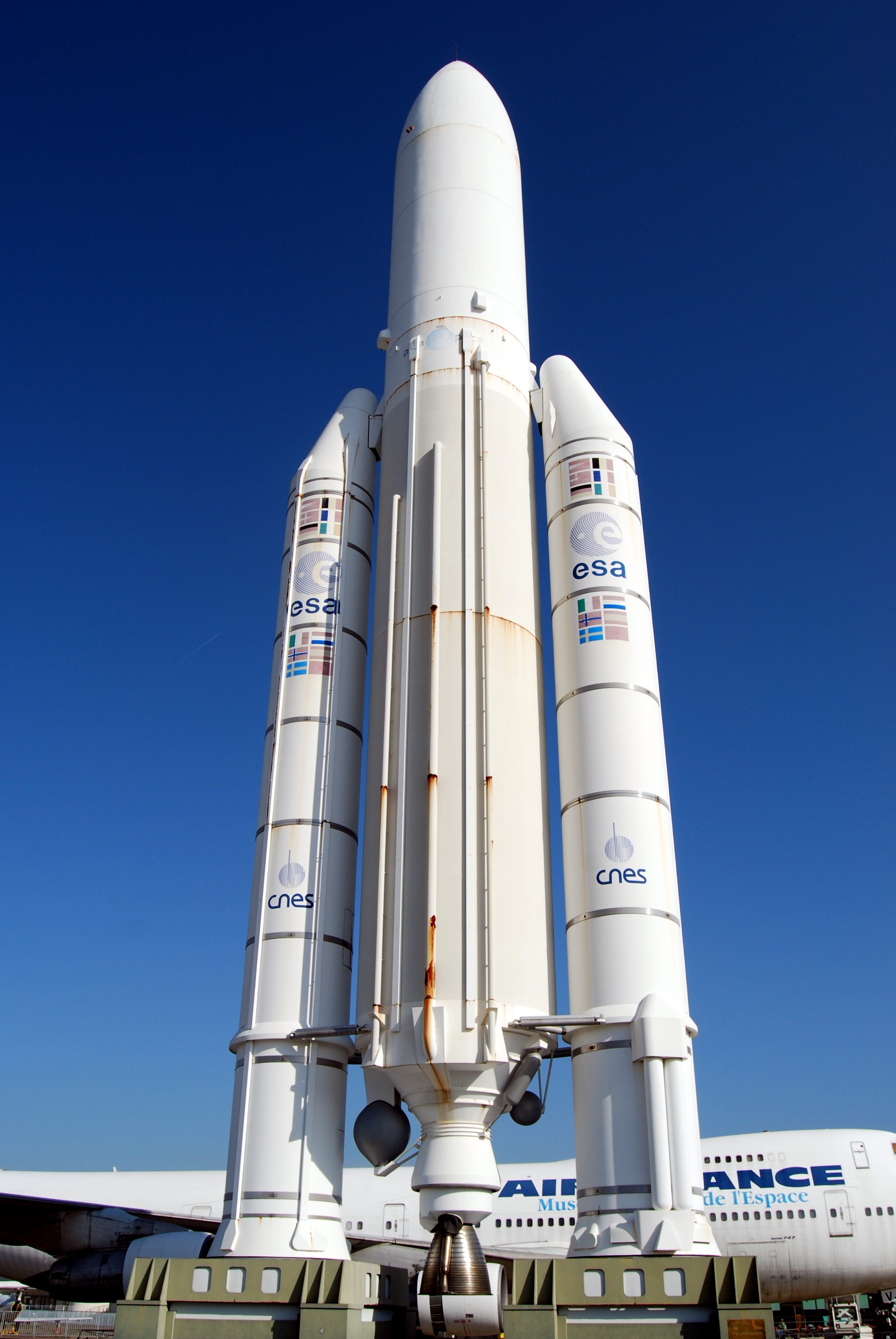
アリアン5

アリアン（Ariane、アリアーヌ）は、欧州宇宙機関 (ESA) が開発した人工衛星打ち上げ用ロケットシリーズである。アリアンの名前はギリシア神話に登場するクレタ島の王ミノスの王女で、テセウスを迷宮から助けたアリアドネのフランス語読みからとられた。
ESAの前身の欧州ロケット開発機構（ELDO）が開発したヨーロッパロケットの後継ロケットシリーズにあたり、アリアンはその構成から大きく分けてアリアン1から4までの第1世代と、アリアン5からの第2世代とに分かれる。
ESAは最初のアリアン1の開発と打ち上げを1979年12月に成功させ、以後、アリアン2、アリアン3、アリアン4、アリアン5と大型化したロケットを次々と開発してきた。打ち上げは新たに設立したアリアンスペースに委託しており、アリアンロケットはおそらく商用打ち上げとしてもっとも成功したロケットということができる。打上げはフランス領ギアナに設けられたフランス国立宇宙センター (CNES) のクールー宇宙センターから行われるが、ここは北緯6度と赤道に近く静止軌道に打上げを行うには極めて適した場所である。

## アリアン1～4

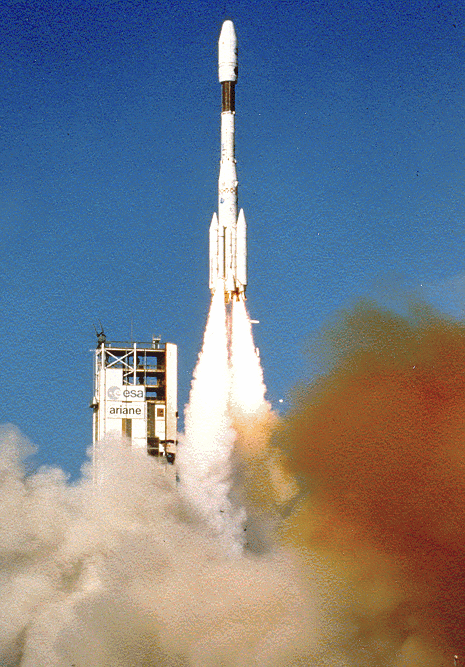
アリアン-44lp

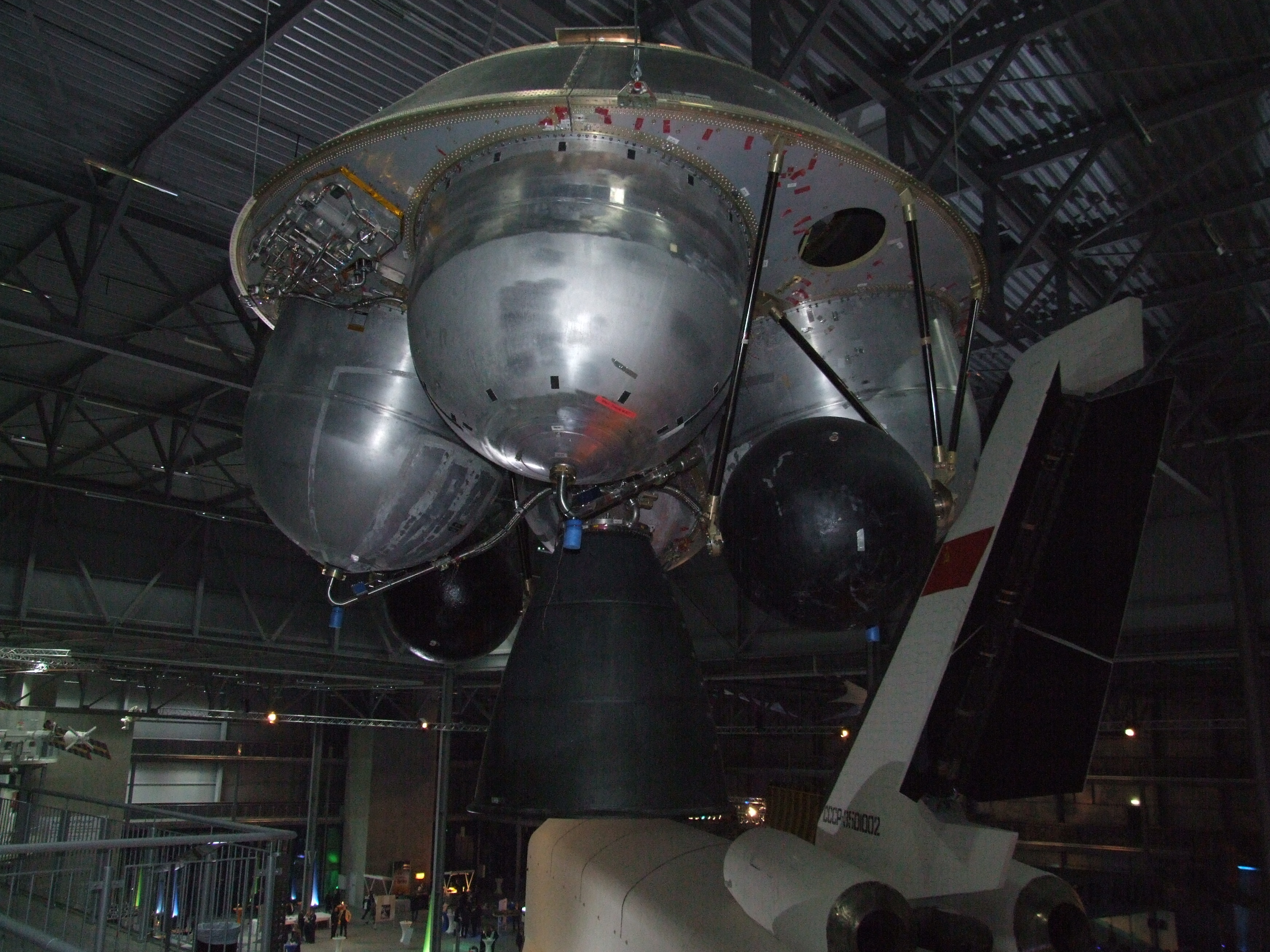
アリアン EPS 5

3段式ロケットで、各段の概要は次の通り:
第1段：ヴァイキングV×4基
非対称ジメチルヒドラジン(UDMH)と四酸化二窒素(N2O4)を用いた液体ロケットエンジン
第2段：ヴァイキングIV
燃料は2型と同じ
第3段：HM7-A・HM7-B（アリアン2～4）
液体酸素(LOX)と液体水素(LH2)を用いた液体ロケットエンジン
アリアン1は静止トランスファ軌道への投入質量は1,850kgで、全長50m、全質量207,200kg。
アリアン2はアリアン1の1,2段目の推力を増強し、3段目の推力と燃料搭載量を増したもので、静止トランスファ軌道への投入質量は2,175kg。全長52m、全質量248,300kg。
アリアン3はアリアン2に固体ブースター(PAP)を付加したもので、静止トランスファ軌道への投入質量は2,580kg。
アリアン4は、さらに1段目と3段目の燃料搭載量を増しており、液体および固体ブースターを2本ずつ合わせて4本まで付加可能な構成で、ペイロードに応じて経済的な利用が可能。
最強のアリアン44Lでは、液体ブースター（ヴァイキング5C）を4本搭載し、静止トランスファ軌道への投入質量は4,947kgもある。全長58.4m、全質量240,000～470,00kg。
| 形式         | PAP | PAL | 最大ペイロード(kg) | 打上回数(成功数) |
| ------------ | --- | --- | ------------------ | ---------------- |
| アリアン40   | 0   | 0   | 2,800(*1)          | 7(7)             |
| アリアン42P  | 2   | 0   | 2,960              | 15(14)           |
| アリアン42L  | 0   | 2   | 3,490              | 13(13)           |
| アリアン44P  | 4   | 0   | 3,460              | 15(15)           |
| アリアン44L  | 0   | 4   | 4,900              | 40(39)           |
| アリアン44LP | 2   | 2   | 4,330              | 26(25)           |

- PAPは固体燃料ブースター、PALは液体燃料ブースター
- ペイロードは静止トランスファ軌道(GTO)への投入質量
- (*1)但しAriane40は低軌道(LEO)の能力（GTOの打上げ実績なし）

## アリアン5

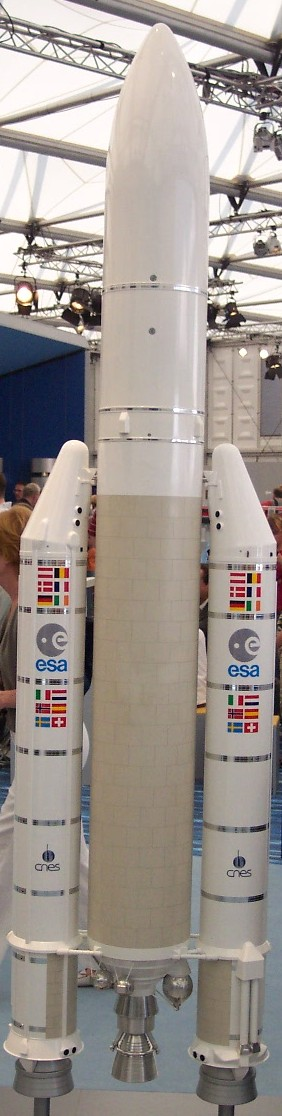
アリアン5の模型

アリアン5は、アリアン4までとは異なり、全く新規に開発された大型ロケット。

フランス及びESAの有人宇宙船計画「エルメス」に用いる予定であったが、ESAが資金難となったことからキャンセルされた。このため商用衛星打ち上げ専用となり、その巨大な打ち上げ能力を生かして大型衛星を複数個同時に打ち上げられることを特徴とする。
最初の打ち上げは1996年6月4日の試験機V88で、これは一段目エンジンの制御ソフトウェアの欠陥のため失敗に終わったが、翌1997年10月30日の試験機V101で成功した。最初14回中のうち2回失敗、2回の部分的な成功と不安定であったが、その後、2006年12月8日現在まで16回連続で、合計30回中28回成功（そのうち部分的な成功2回含む)となっている。アメリカのアトラスVとデルタIV、ファルコン9、ロシアのプロトン、中国の長征3号、日本のH-IIAなどと宇宙ビジネスを争う大型使い捨てロケット(ELV)である。
第1段：ヴァルカン × 1基
液体酸素(LOX)と液体水素(LH2)を用いた液体ロケットエンジン。直径5.4m、全長31.6m、推力113,600kgf。
ブースター：P230 × 2基
固体燃料ブースターで、直径3.1m、全長31.6mで、推力は各660,000kgf。
第2段：エスタス
モノメチルヒドラジン(MMH)と四酸化二窒素(N2O4)による液体燃料ロケット。
1段目は全長30m重量はおよそ190トンでその中で液体水素と液体酸素が175トンを占め、でヴァルカンIIの推力はおよそ1.4kNである。離陸時の推力は両側の固体燃料補助ロケットでそれぞれの重量は277トン、推力は7.1 kNでかつては飛行後の調査のために回収されていたが、近年では打ち上げ後海底に沈む。
上記基本構成(アリアン 5G)の場合の仕様は、全長52m、直径5.4m、打上時質量710,000kg、静止トランスファ軌道への投入能力は5,970kg(後に6,200kgまで引き上げ)である。5Gは、2003年9月に最後の打ち上げを行い、5G+に引き継がれた。
アリアンGSは2002年のアリアンECAの最初の飛行の失敗後に製造された。アリアン5GSはコアを改良したアリアン5ECAを基に製造された。これらの改良により、重量が増加したため、静止トランスファ軌道への投入能力は単一の打ち上げ時には6.6トンに、複数機の打ち上げ時に5.8トンに減った。
アリアン5 ECA (Evolution Cryotechnique type A)は第4で現行のアリアン5で2005年に最初に打ち上げに成功した。動力は改良型のヴァルカンIIで2段目には極低温上段を備える。さらに補助ロケットの重量が低減され、これらによりアリアン5ECAは静止トランスファ軌道(GTO)への打ち上げ能力が単一の機体で9.6トン、2機打ち上げ時には9.1トンへ向上した。
第5の機種のアリアン5 ES (Evolution Storable)は低軌道特化型で21トンの打ち上げ能力を有し、2008年以降欧州補給機(ATV)の高度260kmの円軌道への打ち上げに5回使用される。
2012年11月20日から21日に欧州宇宙機関の首脳会合で既存のアリアン5 ECAとアリアン5 ESを置き換えるためにアリアン5の第6の機種のアリアン5 ME (Midlife Evolution)の開発が審議された。予定ではアリアン5MEは既存の1段目と固体燃料補助ロケットを引き続き使用して現在開発中のヴィンチエンジンを搭載した上段を備える予定だった。それによりアリアン5MEの静止トランスファ軌道への2機の打ち上げ時の投入能力は12トンになり、2018年に初飛行の予定だった。ドイツとフランスの長期間の協議後、フランスの支持を得られず、2014年12月に中止された。MEは開発に着手して2年経っていたにもかかわらず、(フランス企業が主導権を握る)アリアン6を進めるエアバス・ディフェンス・アンド・スペースとサフランにより中止に至った。
アリアン5MEは現行のアリアン5ECAよりも費用がかかる事が予想され、一応、民間企業であるアリアンスペース社の帳尻を合わせるためには毎年ESAからおよそ1億ユーロの拠出を継続する必要があると予想された。フランス側としてはアリアン5MEに投じる予算を2022年頃に就役するために新型のアリアン6に投資する方が望ましいと主張していた。この時点でのアリアン6の設計案では2機の固体推進剤の段の上に極低温上段を備えるという案で商業市場とロケットの製造で(固体推進剤の製造から外れる)ドイツの産業界からの批判を受けていた。
2014年9月時点でのアリアン6の設計では1段目が固体、2段目と3段目が極低温段で複数の固体推進剤の補助ロケットを備える。欧州宇宙機関のヴェガロケットを含む打ち上げ機の費用は年間8億ユーロを超えるべきではなく、アリアン5MEとアリアン6の両方の計画を並行して進める事はできず、どちらかを遅らせるか中止しなければならなかった。アリアン5MEの支持者達は打ち上げ費用を10%低減可能で現在の政府からの支援内で採算が取れる主張した。アリアン6の懐疑論者達はアリアン6の初期の設計の段階で年間10機の打ち上げで1機毎の費用を7000万ユーロに抑える事を目標にしていたが既に8000万ユーロを超えると予想していた。
アリアン5Gの改良型
- アリアン5G+： 2004年に3機のみ飛行した2段目を改良したタイプで静止トランスファ軌道への投入能力は6,950kgであったが、以後は、5GSとECAに引き継がれた。
- アリアン5GS： 2005年8月に初飛行し。静止トランスファ軌道への投入能力は6,800kg。2009年までに6機が飛行した。
- アリアンESC： 2002年11月に初飛行に失敗し、2005年2月に初めて飛行に成功。1段（ヴァルカンIIエンジン）、2段（アリアン4で使用していた液体酸素と液体水素を使うHM-7Bエンジン）、固体ロケットブースタ（P241）を全て改良し、静止トランスファ軌道への投入能力を10,500kgにまで大幅に強化した。
- アリアン5 ES-ATV： 2008年3月に初飛行。国際宇宙ステーションへの物資補給を行うATV（欧州補給機）打ち上げ専用。低軌道へ21トンの投入能力を有する。
- アリアン5 ME：アリアンESCとアリアン5 ESを置き換える目的で従来の1段目と固体燃料補助ロケットを流用して新たに開発中だった複数回の始動が可能なヴィンチエンジンを搭載する極低温上段を搭載する予定だった。開発に着手して2年が経過していたがアリアン6の開発に注力するために中止された。

## アリアン6

左：アリアン62 右：アリアン64

1段目と2段目が液体燃料ロケットで1段目にはアリアン5で使用されている現行のヴァルカンII、2段目にはアリアン5MEのために開発中だったヴィンチエンジンを搭載する極低温上段を使用する。固体燃料補助ロケットはヴェガCロケットと共用する。2024年7月に初めて打ち上げられた。